# Morzyczyn (województwo wielkopolskie)
Morzyczyn – wieś w Polsce położona w województwie wielkopolskim, w powiecie konińskim, w gminie Wierzbinek. Integralnymi częściami miejscowości są Morzyczynek i Nockie Holendry. Miejscowość jest siedzibą sołectwa Morzyczyn, w skład którego wchodzą także: Cegielnia-Rudki, Pagórki i Ruszkowo. 
W latach 1954–1971 wieś należała i była siedzibą władz gromady Morzyczyn. W latach 1975–1998 miejscowość administracyjnie należała do województwa konińskiego. W roku 2011 Morzyczyn liczył 295 mieszkańców, w tym 147 kobiet i 148 mężczyzn.

W miejscowości tej urodził się biskup diecezji włocławskiej Roman Andrzejewski.

## Zabytki i inne obiekty
W gminnej ewidencji zabytków ujęte są:
- zespół zagrody z 1925 roku: murowany dom oraz obora ze stodołą;
- gliniany dom z 1928[8].

We wsi znajduje się szkoła podstawowa im. Biskupa Romana Andrzejewskego oraz jednostka OSP.

## Gospodarka
W okolicach wsi występują gleby należące do kompleksu żytniego dobrego. Na terenie gminy udokumentowane jest złoże węgla brunatnego "Morzyczyn", którego zasoby wynoszą 26,1 mln ton. 
Zobacz też: Morzyczyn, Morzyczyn Włościański, Morzyczyn-Włóki